# Agujero negro de internet
En la web, los agujeros negros son los lugares de la red donde el tráfico entrante o saliente se descarta silenciosamente, sin informar a la fuente que los datos no llegaron a su destinatario.
El concepto de agujero negro corresponde a los puntos de una red que desaparecen discretamente el tráfico sin informar el origen de este. Al examinar una red informática, no se pueden detectar agujeros negros. Para encontrarlos, se debe analizar el tráfico perdido.
La forma más común de agujero negro es simplemente una dirección IP que especifica una máquina host que no se está ejecutando o una dirección a la que no se ha asignado ningún host.
A pesar de que el TCP/IP proporciona un medio para comunicar el error de entrega al remitente a través del ICMP, el tráfico destinado a dichas direcciones a menudo se acaba de abandonar.

## Filtración de agujeros negros
El filtrado de agujeros negros se refiere específicamente a la caída de paquetes en el nivel de enrutamiento, generalmente utilizando un protocolo de enrutamiento para implementar el filtrado en varios enrutadores a la vez, a menudo dinámicamente para responder rápidamente a los ataques distribuidos de denegación de servicio.

## Correo electrónico
Una dirección de correo electrónico de agujero negro es una dirección de correo que es válida (los mensajes que se le envían no generarán errores), pero a la que todos los mensajes enviados se eliminan automáticamente y nunca se almacenan ni son vistos por seres humanos. Estas direcciones a menudo se usan como direcciones de devolución para correos automatizados.